# One on One (film, 2014)
Pour les articles homonymes, voir One on One.
Pour plus de détails, voir Fiche technique et Distribution.
One on One (hangeul : 일대일; RR : Ildaeil) est un film sud-coréen réalisé en 2014 par Kim Ki-duk,,. Il a été le film d'ouverture de la 11e section de Venice Days à la 71e Mostra de Venise,.

## Synopsis
Le 9 mai, une lycéenne nommée Oh Min-ju est brutalement assassinée. Par la suite, les sept suspects sont pourchassés par les sept membres d'un groupe terroriste appelé « Ombre ».

## Distribution
- Ma Dong-seok : chef des Shadow[7]
- Kim Young-min : Oh Hyeon
- Lee Yi-kyung : Shadow 1[8]
- Jo Dong : Shadow 2
- Teo Yoo : Shadow 3
- Ahn, Ji-hye : Shadow 4
- Jo Jae-ryong : Shadow 5
- Kim Joong-ki : Shadow 6
- Joo Hee-joong : Yi Jeong-se
- Choi Gwi-hwa : Oh Ji-ha
- Hwang Geon : Oh Jeong-taek
- Yoo Yeon-soo : Jin Ho-seong
- Fils Jong-hak : Byeon Oh-gu
- Im Hwa-young : Ji-hye
- Kim Jong-gu : général militaire
- Lee Eun-woo : femme de Oh Ji-ha